# Clear Lake, South Dakota
Clear Lake är administrativ huvudort i Deuel County i South Dakota. Enligt 2010 års folkräkning hade Clear Lake 1 273 invånare.